# Speyeria whitehousei
Speyeria whitehousei är en fjärilsart som beskrevs av Gunder 1932. Speyeria whitehousei ingår i släktet Speyeria och familjen praktfjärilar. Inga underarter finns listade i Catalogue of Life.